# Бехтерская сельская община
Бехтерская сельская община (укр. Бехтерська сільська громада) — территориальная община в Скадовском районе Херсонской области Украины. В состав общины входит 1 посёлок и 14 сёл. Население в 2017 году составляло 4086 человек, площадь общины 172,12 км².

## Населённые пункты
В состав общины входят посёлок Черноморское, сёла Береговое, Бехтери, Зализный Порт, Збурьевка, Круглоозёрка, Лимановка, Новофёдоровка, Новочерноморье, Облои, Алексеевка, Приморское, Суворовка, Тендровское, Черноморские Криницы.

## История общины
Создана в ходе административно-территориальной реформы 10 февраля 2017 года на территории упразднённого Голопристанского района путём объединения Бехтерского и Алексеевского сельских советов. Население общины на момент создания составляло 5002 человека. Своё название община получила от названия административного центра, где размещены органы власти села Бехтери. Первые выборы совета и главы общины прошли 29 октября 2017 года.
В июле 2020 года Голопристанский район в рамках административно-территориальной реформы был ликвидирован, и община вошла в состав укрупнённого Скадовского района.
С марта 2022 года община находится под российской оккупацией в результате вторжения России в Украину. Посёлок Черноморское, по словам губернатора Херсонской области Геннадия Лагуты, 1 марта 2022 года был обстрелян, вследствие чего погибло 2, ранено 3 жителей посёлка.